# ワンダーファーム
株式会社ワンダーファーム (Wonderfarm Co., LTD.) は、東京都世田谷区にあるアニメ・ゲームキャラクターの企画・制作会社。イベント企画・アニメCDなどの通信販売も行っていた。

## 概要
元マーカスの六月十三・有栖川ケイ夫妻によって設立された。『卒業』など旧マーカス著作物の一部を引き継いでいるのはこのためである。萌えアニメやBLアニメ及びそのメディアミックスを得意分野とするが、露骨でコケティッシュな作風でファンを選ぶ作品が多いのが特徴。かつて公式サイトにあった掲示板では、作品ごとに分かれていてとても豊富だったが、現在は掲示板そのものが廃止されている。
2005年からセイント・ビーストを初めとしたイケメンがたくさん登場する女性向け作品（BL）の製作がメインとなり、一時主力だった萌え作品にはほとんど関与していない。2016年5月にドラマCDの販売を終了して以降、表立った製作活動は行われていない。

## 主な製作作品
- 流星戦隊ムスメット
- 俺たちのステップ
- 妄想科学シリーズ ワンダバスタイル
- セイント・ビースト
- 卒業 Next Graduation
- 卒業M
- おとぎストーリー 天使のしっぽ
- こすぷれCOMPLEX
- HAND MAID メイ
- HAND MAID マイなど